# Distretto di Kwun Tong
Il distretto di Kwun Tong (o Kwun Tong District, in cinese semplificato 观塘区, in cinese tradizionale 觀塘區, in mandarino pinyin Guāntáng Qū) è uno dei 18 distretti di Hong Kong, in Cina.